# Safran vs Gud
Safran vs Gud (originaltitel: John Safran vs God) är en australiensisk dokumentärserie av och med John Safran från 2004. I seriens åtta delar leder Safran tittarna genom religionens värld.
Serien gick på svensk TV i SVT våren 2006.